# Решке, Юзефина
Юзефина Ре́шке-Кро́ненберг (пол. Józefina Reszke-Kronenberg), урождённая Юзефина Решке (пол. Józefina Reszke, фр. Joséphine de Reszke) (4 июня 1855, Варшава — 22 февраля 1891, там же) — польская оперная певица (сопрано).

## Биография
Юзефина Решке родилась в 1855 году в Варшаве. Сестра Яна и Эдварда Решке. Ученица Генриетты Ниссен-Саломан. Пела в основных оперных театрах Европы. 21 июня 1875 года дебютировала в Париже в партии Офелии в опере «Гамлет».
Она оставалась в Парижской опере в течение нескольких лет, за это время она стала известна своими выступлениями в итальянских и французских операх. Она также исполнила роль Ситы в опере Жюля Массне «Король Лахорский». Она отклонила предложение работать в Соединенных Штатах и осталась в Европе на протяжении всей своей карьеры.
В 1884 году Жозефина вместе со своим братом Яном участвовала в парижской премьере «Иродиада».
На пике своей карьеры она вышла замуж за крупного польского финансиста Леопольда Кроненберга и почти полностью ушла со сцены, после чего давала только благотворительные концерты.
За это она была награждена алмазом города Познань. Решке умерла родами в Варшаве в 1891 году в возрасте 36 лет.

## Оперные партии
- «Аида» Джузеппе Верди — Аида
- «Миньон» Амбруаза Тома — Миньон